# 弗里韋 (亞利桑那州)
弗里韋（英語：Three Way）是位於美國亞利桑那州格林利縣的一個非建制地區。該地的面積和人口皆未知。

## 地理
弗里韋的座標為32°56′54″N 109°13′49″W / 32.94833°N 109.23028°W，而該地的平均海拔高度為1106米（即3629英尺）。